# 38-я истребительная авиационная дивизия
 38-я истреби́тельная авиацио́нная диви́зия  — авиационное воинское соединение истребительной авиации Вооружённых сил СССР в Великой Отечественной войне.

## Формирование дивизии
38-я истребительная авиационная дивизия сформирована 8 августа 1940 года путём преобразования из 2-й истребительной авиационной бригады на основании Постановления Совета Народных Комиссаров СССР

## Переформирование дивизии

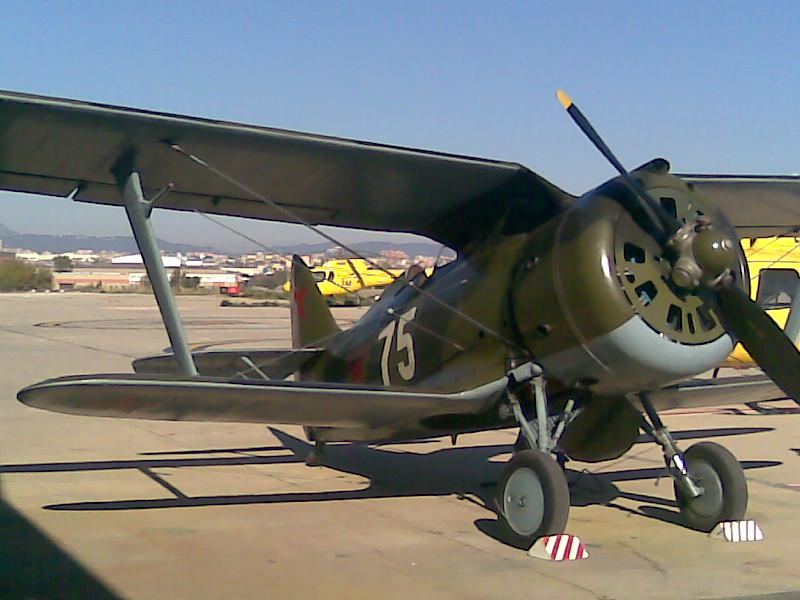
Самолёт И-153

38-я истребительная авиационная дивизия 24 августа 1941 года преобразована в 38-ю смешанную авиационную дивизию

## В действующей армии
В составе действующей армии:
- с 15 июля 1941 года по 24 августа 1941 года

## Состав дивизии
На 22 июня 1941 года
Управление — Разъезд № 111
8-й истребительный авиационный полк — Борзя
13-й истребительный авиационный полк — Разъезд № 77
32-й истребительный авиационный полк — Разъезд № 111
| Части                                 | Период                  |
| ------------------------------------- | ----------------------- |
| 8-й истребительный авиационный полк   | 18.06.1941 — 24.08.1941 |
| 12-й истребительный авиационный полк  | 15.07.1941 — 24.08.1941 |
| 13-й истребительный авиационный полк  | 22.06.1941 — 24.08.1941 |
| 423-й истребительный авиационный полк | 08.08.1941 — 24.08.1941 |

## В составе соединений и объединений
| Дата            | Фронт (округ)               | Армия      | Корпус | Примечания      |
| --------------- | --------------------------- | ---------- | ------ | --------------- |
| 22.06.1941 года | Забайкальский военный округ | ВВС округа | -      | -               |
| 15.07.1941 года | Резервный фронт             | ВВС фронта | -      | -               |
| 24.08.1941 года | Резервный фронт             | ВВС фронта | -      | переформирована |

## Командиры дивизии
| Звание                | Имя                    | Период               | Примечание |
| --------------------- | ---------------------- | -------------------- | ---------- |
| Генерал-майор авиации | Евсевьев Иван Иванович | 08.1940 — 24.08.1941 |            |

## Участие в операциях и битвах
- Смоленское сражение — с 15 июля 1941 года по 24 августа 1941 года